# G
G bzw. g (gesprochen: [geː]) ist der siebte Buchstabe des klassischen und modernen lateinischen Alphabets. Er wurde um 230 v. Chr. von dem römischen Schreibschulbetreiber Spurius Carvilius Ruga als Variante des C eingeführt.
Der Buchstabe G hat in deutschen Texten eine durchschnittliche Häufigkeit von 3,01 %. Er ist damit der 13.-häufigste Buchstabe in deutschen Texten.

## Herkunft
Zur Entstehung des Zeichens G im Lateinischen Alphabet siehe Artikel C.

Fuß (protosinaitisch)
Phönizisches Gimel
Griechisches Gamma
Etruskisches C

## Darstellung

Halbunziales g, insulare Variante

Der Buchstabe G hat im Lauf der Geschichte der lateinischen Schrift viele Formen angenommen:
In der Majuskel fand neben der Form eines C mit einer angehängten Cauda (vgl. O>Q, P>R) auch die heute geläufige Form mit einer gebrochenen auf der Zeile endenden Cauda Verwendung. Eine Variante davon ist das G mit einer eingerollten Cauda. In der Fraktur ist der Großbuchstabe G ganz geschlossen und hat einen Zierstrich als integralen Bestandteil aufgenommen.
In der Minuskel unterscheiden sich die meisten g-Formen durch die Gestaltung der Unterlänge: sie kann links oder rechts am Buchstabenkörper ansetzen, sie kann offen bleiben oder geschlossen werden. Viele Menschen sind sich der Existenz des „doppelstöckigen“, mit links ansetzender Unterlänge und nur typografisch (gedruckt oder online) vorkommenden kleinen g nicht bewusst und können es wegen fehlender Übung nicht handschriftlich reproduzieren.
In den Kursiven des 15. Jahrhunderts ist eine Form üblich, bei der die an sich offene Cauda direkt mit dem Deckstrich des Buchstabenkörpers verbunden wird. Markant ist die Form des halbunzialen g, das einer unter die Zeile reichenden 3 oder einem z der Kurrentschrift ähnelt (ähnlich: ʒ).
Das Fingeralphabet für Gehörlose bzw. Schwerhörige stellt den Buchstaben G dar, indem die geschlossene Hand zum Körper und Zeigefinger und Daumen davon weg zeigt.

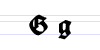
Fraktur
Schriftbeispiele ohne und mit Serifen
Großes G im Stil der Schreibschrift
Kursives g
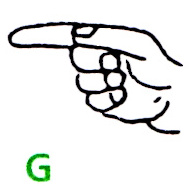
G im Fingeralphabet

Siehe auch: Abkürzung, Akronym, beginnend mit dem Buchstaben G oder g
- Funkalphabet

## Zitat
„G, der gelinde stumme kehllaut (gutturale media), die mitte einnehmend zwischen dem härteren kehllaut, K (gutt. tenuis), und dem mit hauch gesprochenen, Ch (gutt. aspirata)…“